# Nucleosídeo
Um nucleósido, ou nucleosídeo é constituído por uma base azotada ou nitrogenada (citosina, adenina, guanina, timina ou uracila) e por uma pentose, a ribose (no caso do RNA) ou a desoxirribose (no caso do DNA). Um nucleosídeo é um nucleotídeo sem o agrupamento fosfato. São produtos de hidrólise química ou enzimática, ocorrem em quantidade muito pequena na célula.